# Chiroxiphia pareola
Chiroxiphia pareola là một loài chim trong họ Pipridae.
Loài chim này sinh sản Chim này ở vùng nhiệt đới Nam Mỹ. Chúng được tìm thấy ở miền nam Colombia, phía đông Venezuela, các Guyanas, đông bắc Brazil, các lưu vực sông Amazon ở Brazil, Bolivia, Colombia, Ecuador và Peru; và Tobago. Một số quần thể không liên tục tồn tại trên dải bờ biển phía đông nam Brazil, dài khoảng 3000 km. Chúng không có ơ phía tây bắc lưu vực Amazon, một khu vực từ trung ương Venezuela đến biên giới phía nam của Colombia.
Chúng hiện diện khá phổ biến của rừng rụng lá khô và ẩm, nhưng không phải rừng nhiệt đới. Chim mái xây tổ trên cành cây; mỗ tổ đẻ hai quả trứng màu trắng nâu đốm, chỉ chim mẹ ấp trứng khoảng 20 ngày thì trứng nở.